# Igor Siergiejew (psychiatra)
Igor Iwanowicz Siergiejew (ros. Игорь Иванович Сергеев; ur. 13 grudnia 1940 w Moskwie, zm. 16 września 2014 tamże) – radziecki i rosyjski lekarz psychiatra, doktor nauk medycznych, profesor, członek Prezydium Zarządu Rosyjskiego Towarzystwa Psychiatrów, uhonorowy tytułem „Zasłużony Lekarz Federacji Rosyjskiej”.

## Publikacje
Igor Siergiejew był autorem ponad 100 prac naukowych, w tym trzech podręczników akademickich z psychiatrii.
- М.В. Коркина, Н.Д. Лакосина, А.Е. Личко, И.И. Сергеев: Психиатрия. Wyd. III. Moskwa: МЕДпресс-информ, 2006, seria: podręcznik akademicki. ISBN 5-98322-217-1. (ros.). Brak numerów stron w książce